# Johann Valentin Andreae
Johann Valentin Andreae (17. srpen 1586, Herrenberg – 27. červen 1654, Stuttgart) byl německý teolog, filosof, básník, který ztělesňuje protestantskou kulturu Německa na cestě od renesance k baroku. Jeho dílo sjednocuje všechny důležité reformní snahy protestantismu před třicetiletou válkou. Ve svém díle z díla Andreaeova vychází například Jan Amos Komenský.
Je spoluautorem rosekruciánského manifestu Chymická svatba Christiana Rosenkreuze - první díl obsahuje původní text prvních 3 dnů Alchymické svatby Christiana Rosenkreuze od Johanna Valentina Andreae, ve kterých obdrží hrdina příběhu pozvání na tajenou mystickou svatbu, na kterou se vydává a posléze nachází chrám zasvěcení.
Také je autorem luteránské utopie Christianopolis, pojednávající o cestovateli, který po ztroskotání lodi narazí na úrodný ostrov Capharsalama, kde se nachází obec skutečných křesťanů, založená na principech pravdy a dobra. Jádrem díla je spojení reformy společnosti a autorova učení.

## Dílo
- Seznam děl v Souborném katalogu ČR, jejichž autorem nebo tématem je Johann Valentin Andreae
- Chymická svatba Christiana Rosenkreuze ANNO 1459 (1616)
- Peregrini in patria errores (1618)
- Reipublicae Christianopolitanae descriptio (1619)